# Бориспільське повстання
Бориспільське повстання — організований масовий збройний виступ проти окупаційної більшовицької влади в Борисполі у травні-червні 1920 року.
Очільником виступу був Микола Чепілко (за іншими даними Іван Чепілко). Повстання вибухнуло в той час, коли об'єднані польсько-українські війська взяли Київ. Повстанці розраховували утримувати місто до їх підходу. Однак через контрудар Червоної армії українська й польська армії до Борисполя так і не дійшли, а повстання придушила червона кавалерія. Більшовики спалили дві третини міста, а кожного п'ятого чоловіка розстріляли.

## Передумови
Після падіння влади УНР і приходу більшовиків у другій половині лютого 1919 року в Бориспіль частина селян повірила в обіцянку червоного режиму роздати селянам землю. Невдовзі людей охопило розчарування політикою нової влади, місцеві мешканці почали виявляти дедалі більше невдоволення політикою більшовиків в земельному питанні, діяльністю ревкомів та продзагонів.
У той час об'єднане українсько–польсько військо, звільнивши від більшовицьких окупантів усю Правобережну Україну, зайняло Київ і рушило далі на схід. До Борисполя залишалося два десятки кілометрів. Назустріч їм, з боку Полтави, йшли російські війська. Серед них переважали калмики під командою Оки Городовикова. Їхній шлях пролягав через Бориспіль.
Саме тоді місцеві мешканці, серед яких переважали свідомі українські патріоти, котрі свого часу перебували на фронтах світової війни, а потім воювали в армії УНР, створили підпільний комітет самооборони. Метою комітету була підготовка до організованого опору окупантам. Перед початком повстання його керівники проводили підготовчу роботу, підбурювали бориспільців проти Червоної армії, виставляли пости.

## Перебіг подій
6 травня 1920 року, в очікуванні наступу польсько-українського війська, почалося антибільшовицьке повстання в Борисполі. Причиною повстання було несприйняття бориспільцями радянської влади. За спогадами місцевих мешканців, організаторами повстання проти радянських окупантів були Сіренко, Семенко, Чепілко та Литовка. Вони обстріляли більшовицький ешелон і мали намір його роззброїти. Радянську владу в місті було скинуто, представників влади роззброєно, одних заарештовано, інших вигнано з міста. Повстанці послали до наступаючої радянської армії на переговори своїх представників. Більшовики українських посланців розстріляли.
Того самого дня на місто напали червоноармійці. Стрілянина розпочалася з боку Дударкова, але основні сили наступали з боку Мартусівки та Рогозівського шляху. Повстанці не могли стримати противника. Ситуацію ускладнювало не тільки невигідне для українців співвідношення сил, а й брак зброї. Польсько–українське військо, не дійшовши до міста, стало відступати.
Під час придушення повстання було спалено до 500 дворів. Близько трьохсот повстанців розстріляли, решту — арештували. Бориспільцям відомі факти 1920 року, коли відразу після придушення повстання всіх чоловіків зігнали на Броварську дорогу і кожного п'ятого розстріляли на місці. Крім цього була розгромлена місцева організація товариства «Просвіта». Частина просвітян, рятуючись від репресій, виїхала за межі Борисполя або за межі України. Організаторам повстання та частині повстанців вдалося втекти. У 1921 році члени бориспільської «Просвіти» Іван Чепілко та його племінник Микола Чепілко створили Всеукраїнський центральний повстанський комітет.
Загиблих і страчених повстанців поховали у спільних могилах, на цвинтарях Борисполя. Найбільше — близько трьох сотень — на Книшовому цвинтарі.

## Вшанування
Події антибільшовицького повстання у Борисполі 1920 року замовчувалися протягом довгих десятиліть. Тільки у 1989 році працівники Бориспільського державного історичного музею почали прискіпливо вивчати цю тему.
На місці, де ймовірно знаходилася могила розстріляних бориспільців, що повстали проти більшовицького ворога, у 1990-х роках активістами Народного руху України було встановлено символічний пам'ятний знак. На цьому місці у 2017 році було відкрито великий пам'ятник, де на камені викарбувані прізвища бориспільців, які полягли у бою з окупантами. Також пам'ятник вшановує усіх жертв Великого терору, які були страчені режимом за свою творчість, переконання та погляди.